# Éjszakai magömlés
Az éjszakai magömlés éjszaka, alvás közben bekövetkező spontán magömlés, amely általában erotikus álmok kíséretében következik be. Latin neve pollúció.

## Előfordulása
Az éjszakai magömlés a biológiai serdülés időszakában jelentkezik, de elvétve ettől korábban is, akár már 11-12 éves korban is előfordulhat. Az életkor növekedésével egyre nő az éjszakai magömlés bekövetkezésének valószínűsége, 15 éves korban a fiúk 50%-ánál, míg 18-19 éves korban szinte minden fiúnál jelentkezett már legalább egy alkalommal. Az első pollúció tehát különböző életkorban jelentkezhet.
Az éjszakai magömlés a férfi nemi szervek biológiai érettségének bizonyítéka. Ha tehát a pollúció, szexuális élet hiányában 20 éves korig nem jelentkezik, a nemi érés megkésett, ilyen esetekben tanácsos szakorvoshoz fordulni.
Az éjszakai magömlés felnőtt korban is bekövetkezhet, ha a nemi életben hosszabb szünet áll be. A pollúció tehát nemcsak a serdülőkorra jellemző, hanem végigkíséri a férfi egész szexuális életét. Az idő múlásával párhuzamosan azonban egyre ritkábban jelentkezik, illetve rendezett nemi élettel rendelkező férfiak esetében egyáltalán nem fordul elő.
A pollúció gyakorisága nagy eltérést mutathat. Serdülő fiúk és fiatal férfiak esetében akár naponta is előfordulhat, másoknál meghatározott időközönként jelentkezik. E téren semmiféle törvényszerűségről vagy szabályról nem beszélhetünk.

## Mit tehetünk a nedves álmok ellen?
Mivel teljesen természetes jelenség, nem kell, és nem is lehet tenni ellene semmit. A tesztoszteron termelődésének megindulása, illetve felnőttkorban a tesztoszteronszint változása miatt az éjszakai magömlés nem zárható ki. A jelenség egészségügyi kockázatot nem rejt.